# Musik i Ryssland
Rysk musik är musik som författats i Ryssland, av ryssar eller på ryska.

## Historik
Rysk musik omfattar till att börja med bl. a. en mängd gamla, folkliga rituella sånger och episka hjältedikter (bylinor). Dessa brukade framföras utan ackompanjemang, vilket gav sångaren större rytmisk och tonal frihet. Kosacksångerna (dumorna) ackompanjerades i regel på kobsa eller bandura, ett instrument av luttyp. Under 1800-talet blev balalajka och dragspel populära folkinstrument på bekostnad av flera gamla sådana.
De kyrkliga sången var besläktade med den bysantinska och länge enstämmig. Först mot 1600-talets slut accepterades flerstämmighet.
Moskva efterträdde vid nyare tidens inbrott Kiev som musikaliskt centrum och ett hovkapell inrättades där. I början av 1700-talet fick tysk och italiensk musik inflytande i Ryssland och Sankt Petersburg blev nytt musikaliskt centrum. Mot århundradets slut växte åter en inhemsk tonkonst fram med kyrkliga verk, främst av Dmitrij Bortnjanskij (1751-1825), och orkestermusik och romanser (Joseph Koslovskij, 1757-1831). Men först med Michail Glinkas (1804-57) operor Livet för tsaren (1836) och Ruslan och Ludmila (1842) räknar man med den ryska musikens verkliga genombrott.
Från denna tid utvecklades konsertlivet i Moskva och Sankt Petersburg. Bröderna Anton och Nikolaj Rubinstein (1829-94, 1835-81) fick betydelse för repertoar och standard. Konservatorier och musikskolor inrättades. Med Pjotr Tjajkovskij (1840-93) fick Ryssland sin förste symfoniker med internationellt inflytande. Samtida med honom var de s. k. novatorerna eller nyryssarna, bland dem Milij Balakirev (1837-1910), Aleksandr Borodin (1833-87), Modest Musorgskij (1839-81) och Nikolaj Rimskij-Korsakov (1844-1908), som starkare förfäktade nationalromantiska ideal.
Aleksandr Skrjabin (1872-1915) var en särling, som experimenterade med bl. a. djärv harmonik. Aleksandr Glasunov (1865-1936) utgick från Rimskij-Korsakov men orienterade sig efterhand mera västerut. Senromantikern Sergej Rachmaninov (1873-1943), känd både som tonsättare, pianist och dirigent, hörde till dem som lämnade hemlandet 1917. Igor Stravinskij hade redan bosatt sig i Frankrike där hans samarbete med Djagilev och Ryska baletten fick utomordentlig betydelse. Med djupa rötter i traditionen blev han en av den moderna musikens ledande personligheter.
Också Sergej Prokofjev (1891-1953) verkade under flera år utomlands men återvände till hemlandet 1934. Liksom Dmitrij Sjostakovitj (1906-75) räknas han till Rysslands ledande tonsättare i vår tid, ofta försatt i konfliktsituationer genom regimens direktiv ifråga om konstens mål och medel.
Bland övriga tonsättare som är internationellt kända märks Nikolaj Mjaskovskij (1881-1950) och hans elever Aram Chatjaturjan (1903-) och Vissarion Sjebalin (1902-63), som tidvis anklagades för bristande kontakt med folket. Som god företrädare för den sovjetiska musiken räknas Dmitrij Kabalevskij (1904-) som anknyter till Mosorgskij och Borodin.
Ivan Dsersjinskijs (1909-) opera Stiller flyter Don (1935) räknas officiellt  som sovjetrysk mönsteropera. Den ukrainske tonsättaren Juli Mejtus (1903-) har bl. a. tagit upp ukrainska folksånger och skrivit ett flertal operor, däribland Det unga gardet.
I den yngre generationen representerar R Sjtjedrin (född 1935) en konservativ linje. Han hedrades med det statliga musikpriset 1972. Under 1960-talet blev den officiella hållningen mot avantgardistisk musik mera liberal och en experimentstudio inrättades i Moskva.

## Folkmusik

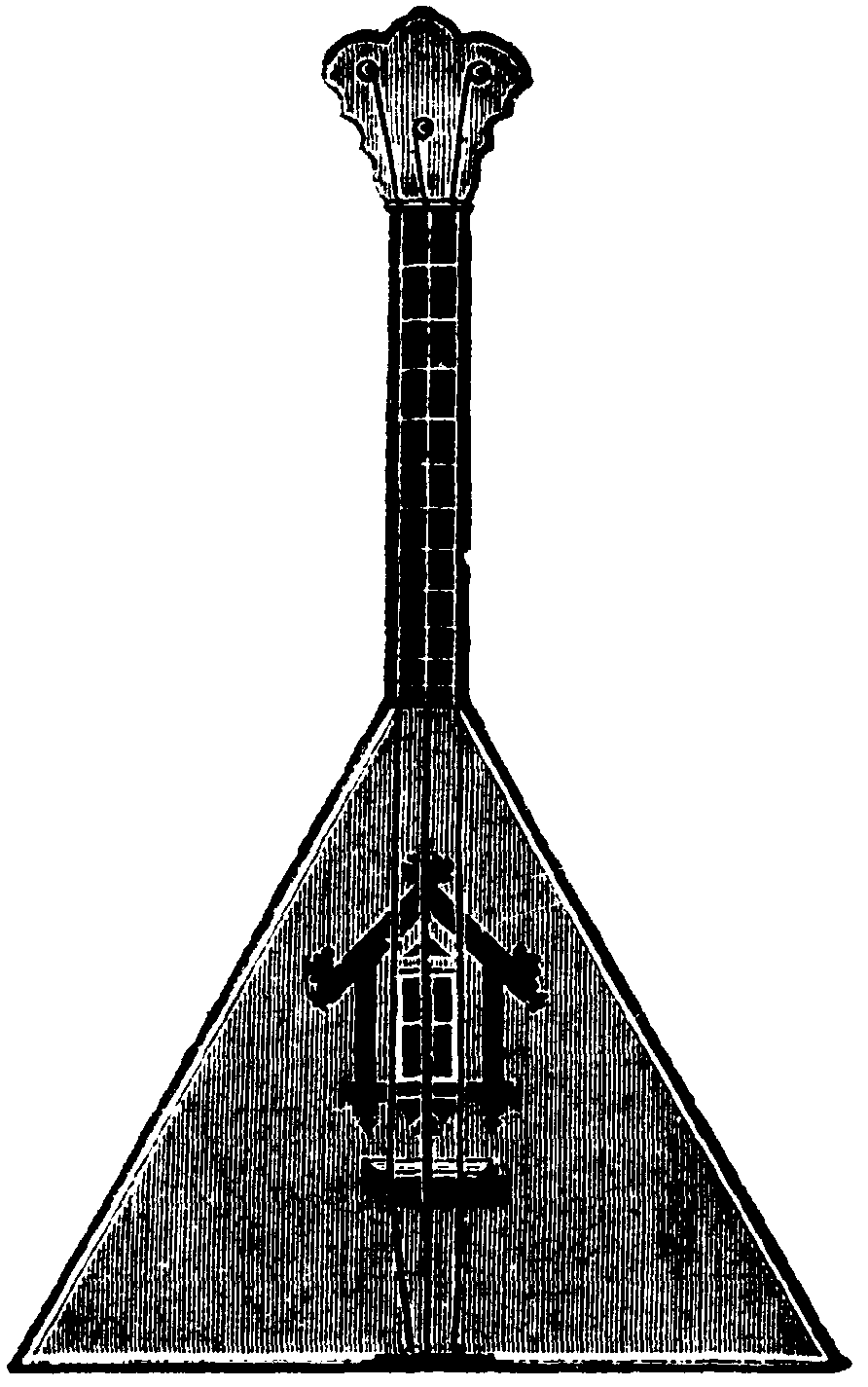
Balalajka

Körsång är populärt i Ryssland, ofta i olika stämmor.

## Musikinstrument
Typiskt ryska instrument är: balalajka, domra, bajan, gusli, tresjtjotki, piano och elgitarr.

## Klassisk musik
Ryssland har många klassiska kompositörer, till exempel Igor Stravinskij, Michail Glinka, Pjotr Tjajkovskij, Nikolaj Rimskij-Korsakov, Sergej Rachmaninov, Dmitrij Sjostakovitj och Vasilij Andrejev.

## Populärmusik
En av sovjettidens populäraste musiker var sångaren Vladimir Vysotskij (1938–1980). Under 1980-talet uppstod också flera framgångsrika sovjetiska rockgrupper, som Kino och DDT.
Ryssland deltog i Eurovision Song Contest första gången 1994. År 2000 och 2006 kom de på en andra plats och 2008 vann Ryssland med låten "Believe" framförd av Dima Bilan .